# Distretto di Jinzhou
Il distretto di Jinzhou (金州区S, Jīnzhōu QūP) è un distretto della Cina, situato nella provincia di Liaoning e amministrato dalla prefettura di Dalian.